# Маріна Діамандіс
Маріна Ламбріні Діамандіс (англ. Marina Lambrini Diamandis; нар. 10 жовтня 1985, Абергейвенні, Уельс), відома під псевдонімом Marina (раніше — Marina and the Diamonds) — валлійська співачка та композиторка.
Народилася у Брімавері та виросла в Абергейвенні, у підлітковому віці переїхала до Лондона з наміром стати професійною співачкою, незважаючи на формальний музичний досвід. Здобула популярність 2009 року після участі в музичному конкурсі BBC «Sound of…», де посіла друге місце. ЇЇ дебютний студійний альбом The Family Jewels має риси стилів інді-поп та рок-музики. Сингл «Hollywood» досяг 12-го місця в чарті UK SinglesChart.
Її другий альбом Electra Heart (2012) — концептуальний. Він поєднує в собі електропоп і авторські елементи його продюсерів StarGate, Dr. Luke і Diplo. Цей альбом також був сертифікований золотом, а лід-сингл «Primadonna» досяг 11-го місця в чарті UK SinglesChart.
Альбом Маріни «Froot» (2015) з рисами синті-поп став третім альбомом, який увійшов до найкращих 10 великобританських чартів. Також це її перший альбом, який увійшов до найкращих 10 Billboard 200, де дійшов 8-ї позиції. Продюсерами альбому стала сама Маріна і Давид Костен.
Реліз четвертого альбому Діамандіс Love + Fear відбувся 26 квітня 2019 року.
У 2021 році співачка випустила свою п’яту платівку Ancient Dreams in a Modern Land. Сінгли Venus Fly Trap та Purge the Poison з нього мали помірний успіх. 
У 2022 році вийшла делюкс–версія альбому з трьома додатковими піснями та демо. 

## Життєпис
Маріна Ламбріні Діамандіс народилася 10 жовтня 1985 року в Брімавері і виросла у селищі Панді, розташованому за 5 миль від Абергейвенні. Має старшу сестру Лафіну.
Її мати — валлійка, а батько — грек. Вони познайомилися у Ньюкаслському університеті та розійшлися, коли Маріні було 4 роки. Як наслідок, батько повернувся до Греції, але час від часу навідував доньку. Сама Маріна описала своє дитинство як «просте» і «мирне, дуже звичайне, бідне».

У дитинстві Маріна відвідувала Haberdashers' Monmouth School for Girls. Потім вона говорила:
«Я ніби знайшла там свій талант… Я були тією, хто завжди прогулювала хор, але у мене була неймовірна вчителька музики, якій вдалося переконати мене, що я можу зробити будь-що».
У свої 16 років переїхала до Греції разом зі своїм батьком, щоб «поєднатися зі своїм корінням і вивчати грецьку». Там співала грецькі народні пісні зі своєю бабусею.
В Афінах вступила до школи Святої Катерини при посольстві Великої Британії. Через два роки повернулася в Уельс. Разом зі своєю матір'ю переїхала до маленького містечка у Герефордширі. Захоплена ідеєю стати співачкою, «майже так, ніби це було хворобою», Маріна Діамандіс працювала на заправці, щоб назбирати грошей для переїзду до Лондона.
Вперше почала писати музику, коли їй було 18 років. Вона переїхала до Лондона, щоб вступила до школи танців, але через 2 місяці кинула її. Потім вона почала вивчати музику в Університеті Східного Лондона, але того ж року перевелася до іншого навчального закладу, який кинула через 2 місяці.
Діамандіс має синестезію.

## Музична кар'єра
Знаючи, що Spice Girls був сформований завдяки оголошенню, Маріна подається на прослуховування, про які дізналася з газети.
Діамандіс ходила на прослуховування в «The West End Musical» і «The Lion King»; зізналася, що її вибирали для реггі-гурту, до складу котрого повинні входити тільки хлопці, на Virgin Records 2005 року, щоб спробувати потрапити в музичний бізнес. Вона сказала, що це «маячня з драйвом» і, зрештою, вирішила вбратися в чоловічий одяг, щоб спробувати розважити лейбл і, врешті-решт, підписати його, але спроба не вдалася. Проте лейбл покликав Діамандіс назад тижнем пізніше.
2005 року створила своє сценічне ім'я «Marina And The Diamonds». Після здобуття популярності Маріна зазначила, що «the Diamonds» — це її прихильники.
Натхнена прикладом Данієла Джонсона, Маріна вирішила перестати ходити на прослуховування, почати писати власну музику сама навчилася грати на піаніно. Самостійно створила свої перші демо-пісні за допомогою «GarageBand», самостійно випустила мініальбом «Mermaid vs. Sailor» (2007) на платформі «MySpace», де він продався у кількості 70 примірників. Маріна вела перемови з чотирнадцятьма лейблами, але відмовила усім, крім одного, який, на її думку, не диктуватиме їй її образ. У січні 2008 року Діамандіс була вперше виявлена Дереком Девісом, який працював в «Neon Gold Records» і запросив її підтримати в турі австралійського виконавця Готьє.
У жовтні 2008 року Діамандіс підписала контракт з 679 Recordings, підрозділом «Warner Music Group».

### 2009—2011: Початок кар'єри та The Family Jewels
Дебютний сингл «Obsessions» був випущений 14 лютого 2009 на лейблі «Neon Gold Records». Перший мініальбом «The Crown Jewels EP» був випущений 1 липня. Цього ж року вона виступила на одній з програм «BBC Radio 1», взяла участь у фестивалях Гластонбері і фестивалі Редінг і Лідс.
Другим синглом, який вийшов 1 червня 2009 року, була обрана пісня «I Am Not a Robot».
Діамандіс посіла друге місце на Sound of 2010, організованому «BBC». Також вона була однією з трьох номінантів на «Brit Awards» (2010). «Mowgli's Road» було випущено 13 листопада 2009 року. Сама Діамандіс описала цю роботу як «некомерційну», проте вона отримала чимало уваги після того, як її відзначали блогери, зокрема Каньє Вест.
Далі, 1 лютого 2010 року, відбувся реліз «Hollywood», який досяг 12-го місця в UK SinglesChart і був сертифікований сріблом BPI.
Дебютний альбом співачки «The Family Jewels» був випущений 22 лютого 2010 року. Він зайняв п'яту сходинку в UK Albums Chart і був удостоєний срібла у Великій Британії з продажами у розмірі 27 618 копій, а згодом отримав золото.
За інфомацією «Atlantic Records» продажі альбому 2012 року були оцінені у розмірі 300 000 копій.
Перевидання пісні «I Am Not a Robot» 26 квітня 2010 року стало третім синглом альбому. Маріна заявила, що вирішила перевидати пісню тому, що «схоже, люди переймаються цією піснею і співвідносять себе з лірикою, незалежно від статі і віку». Пісня досягла 26-г місця у чарті.
Пісня «Oh No!» стала четвертим синглом 2 серпня 2010 року. А пісня «Shampain» стала п'ятим 11 жовтня 2010 року. Маріна вирушила в свій перший тур 14 лютого 2010 року: 70 дат виступів на території Сполученого Королівства, Ірландії, Європи, США, Канади та Австралії.
На початку 2010 року Діамандіс співпрацювала з продюсеркою Бенні Бленк і гітаристом Дейвом Сайтек в Лос-Анджелесі, працюючи над новим матеріалом, який вона описувала як «по-справжньому чудову можливість для мене, як для людини, яка пише пісні. Ми разом така дивна трійка — комбінація суперпопу і справжнього інді».
У березні 2010 року «Atlantic Records» записали Діаманідіс в Chop «Shop Records» в США. До виходу американського варіанту альбому 25 травня 2010 року Маріна випустила мініальбом «The American Jewels», спеціально для США. Маріна дебютувала в Північній Америці 14 березня 2010 року з кількома виступами. Marina and the Diamonds була номінована на вибір критиків на «BRIT Awards» 2010 року, а також була п'ятою у списку «10 артистів, з якими варто ознайомитись 2010 року» (Ten Artists to Watch in 2010) в березні 2010 року.
Співачка також виграла нагороду в «Best UK & Ireland Act» на MTV EMA Awards 2010 її віднесли до категорії «Найкращий європейський виступ».

### 2011—2013: Electra Heart
У січні 2011 року Маріна заявила, що альбом буде про жіночу сексуальність і фемінізм. У тому ж місяці було оголошено, що Маріна виступатиме на розігріві в Кеті Перрі. На початку 2011 року демоверсії деяких треків просочилися в інтернет. Діамандіс записала альбом з продюсерами: Guy Sigsworth, Labrinth, Greg Kurstin, Diplo, Dr. Luke, Stargate і Liam Howe.
У серпні вийшло відео «Part 1: Fear and Loathing» на промо-сингл «Fear and Loathing». 22 серпня вийшов ролик на перший сингл «Radioactive». Сингл не досяг успіху в чартах, тому цю пісню зробили промо-синглом, а першим синглом стала «Primadonna». Сингл «How to Be a Heartbreaker» не мав успіху в американських чартах через часті перенесення прем'єри пісні. Офіційний вихід альбому Electra Heart відбувся 30 квітня 2012 року. 8 серпня 2013 Маріна випустила останню однойменну пісню з альбому «Electra Heart» і завантажила кліп на свій YouTube-канал, тим самим закривши еру альбому.

### 2014—2016: FROOT
10 жовтня 2014 року виходить однойменна композиція з майбутнього альбому — «Froot», яка спочатку передбачалася головним синглом з нового альбому, однак пізніше це було спростовано. У листопаді на композицію виходить відеокліп. У грудні для слухачок та слухачів стає доступний наступним сингл з майбутнього альбому — композиція «Happy».
1 січня 2015 року виходить композиція «Immortal» і відеокліп на її підтримку, 2 лютого — перший офіційний сингл «I'm a Ruin» і відеокліп на його підтримку. 12 лютого 2015 року альбом повністю потрапляє в мережу в результаті зливу. Офіційна світова прем'єра альбому відбувається 16 березня 2015 року.

### 2016—2019: Love + Fear
У червні 2016 року в інтерв'ю телеканалу Fuse Маріна сказала, що почала писати матеріал для майбутніх пісень. Через чотири місяці у твіттері вона повідомила, що була в студії і працювала над новим матеріалом. У грудні електронний гурт «Clean Bandit» підтвердив, що «Disconnect» — пісня, яку вони виконували з Діамандіс 2015 року на Coachella Valley Music і Arts Festival, буде нарешті випущена у їхньому новому альбомі. 23 червня 2017 року Маріна з Clean Bandit випускають «Disconnect». Того ж дня Діамандіс виступила з цією піснею разом з Clean Bandit на фестивалі «Glastonbury 2017». 20 вересня 2017 року Маріна відкриває сайт «Marinabook», де розміщуються теми, присвячені музиці, мистецтву і різним персоналіям.
У квітні 2018 року Діамандіс заявила у Twitter, що випустить новий матеріал цьогоріч. У липні 2018 року співачка повідомила, що її четвертий альбом майже завершений і запланований до випуску восени. У жовтні 2018 року Clean Bandit оголосили, що Діамандіс буде запрошеною співачкою на їхньому наступному синглі «Baby» разом з пуерто-риканським співаком-піснярем Луїсом Фонсі. 8 лютого 2019 року Маріна представила свій новий сингл з нового студійного альбому під назвою «Handmade Heaven». 14 лютого 2019 року її новий альбом Love + Fear став доступний для попередніх замовлень на онлайн-сервісах разом з датами нового туру. Світова прем'єра нового альбому відбулася 26 квітня 2019 року.

### 2020—2022:Ancient Dreams In A Modern Land
16 січня 2020, Діамандіс опублікувала дві фотографії в Instagram з написом "Пишу пісні в Парижі"
- 24 січня 2020, вона відправила фото в Instagram з написом "Альбом 5".[43] 7 лютого 2020 Маріна представила свій новий сингл "About Love", саундтрек з фільма Усім хлопцям: P.S. Я досі вас кохаю. 14 лютого вона анонсувала свій майбутній квітневий тур, "The Inbetweenie Tour"[43]

## Дискографія

### Альбоми
- 2010: The Family Jewels
- 2012: Electra Heart
- 2015: FROOT
- 2019: Love + Fear
- 2021: Ancient Dreams In A Modern Land
- 2025 Princess of Power

### Мініальбоми
- 2007: Mermaid Vs. Sailor
- 2009: The Crown Jewels
- 2010: The American Jewels

## Тури
- The Family Jewels Tour (2010—2011)
- The Lonely Hearts Club Tour (2012—2013)
- Neon Nature Tour (2015—2016)
- Love + Fear Tour (2019)
- Ancient Dreams In A Modern Land (2021—2022)

### На розігріві
- Straight Outta West B Tour — тур Rucka Rucka Ali (2008)
- California Dreams Tour — тур Кеті Пері (2011)
- Mylo Xyloto Tour — тур Coldplay (2011—2012)

## Україна
В інтерв'ю телеканалу RT Діамандіс розповіла, що відвідала Україну в дитинстві. У 11 років вона побувала у Миколаєві. Через 3 роки Маріна здійснила подорож від Одеси до Москви.
12 червня 2017 року була створена офіційна українська фан-спільнота співачки у твіттері.

## Нагороди та номінації
| Рік  | Нагорода                         | Номінант / робота       | Категорія                        | Результат   |
| ---- | -------------------------------- | ----------------------- | -------------------------------- | ----------- |
| 2010 | BBC Sound of 2010                | Marina and the Diamonds | Sound of 2010                    | 2-ге місце  |
| 2010 | 2010 BRIT Awards                 | Marina and the Diamonds | Critics' Choice                  | Номінація   |
| 2010 | SHREDnews                        | Marina and the Diamonds | Ten Artists To Watch in 2010     | 5-те місце  |
| 2010 | 2010 NME Awards                  | Marina and the Diamonds | Hottest Woman                    | Номінація   |
| 2010 | 2010 BT Digital Music Awards     | Marina and the Diamonds | Breakthrough Artist of the Year  | Номінація   |
| 2010 | MTV Europe Music Awards          | Marina and the Diamonds | Best UK & Irish Act              | Перемога    |
| 2010 | MTV Europe Music Awards          | Marina and the Diamonds | Best European Act                | Номінація   |
| 2010 | UK Festival Awards 2010          | Marina and the Diamonds | Best Breakthrough Act            | Номінація   |
| 2010 | 4Music Video Honours             | Marina and the Diamonds | Hottest Girl of 2010             | 8-ме місце  |
| 2010 | 4Music Video Honours             | Marina and the Diamonds | Box Biggest Breakthrough of 2010 | 10-те місце |
| 2010 | 4Music Video Honours             | Hollywood               | Best Video of 2010               | Номінація   |
| 2010 | Virgin Media Music Awards        | Marina and the Diamonds | Best Newcomer                    | Перемога    |
| 2011 | Glamour Women of the Year Awards | Marina and the Diamonds | Best Band                        | Номінація   |
| 2012 | NME Awards                       | Marina Diamandis        | Hottest Female                   | Номінація   |
| 2012 | Popjustice £20 Music Prize       | Power & Control         | Shortlist                        | 2-ге місце  |
| 2012 | Attitude Magazine Awards         | Marina and the Diamonds | Best Music Award                 | Перемога    |
| 2012 | 4Music Video Honours             | Primadonna              | Best Video of 2012               | Номінація   |